# Северный (остров, Новая Земля)
Се́верный о́стров — один из двух крупнейших островов архипелага Новая Земля, отделённый от Южного острова проливом Маточкин Шар. Административно входит в Архангельскую область России.

## География

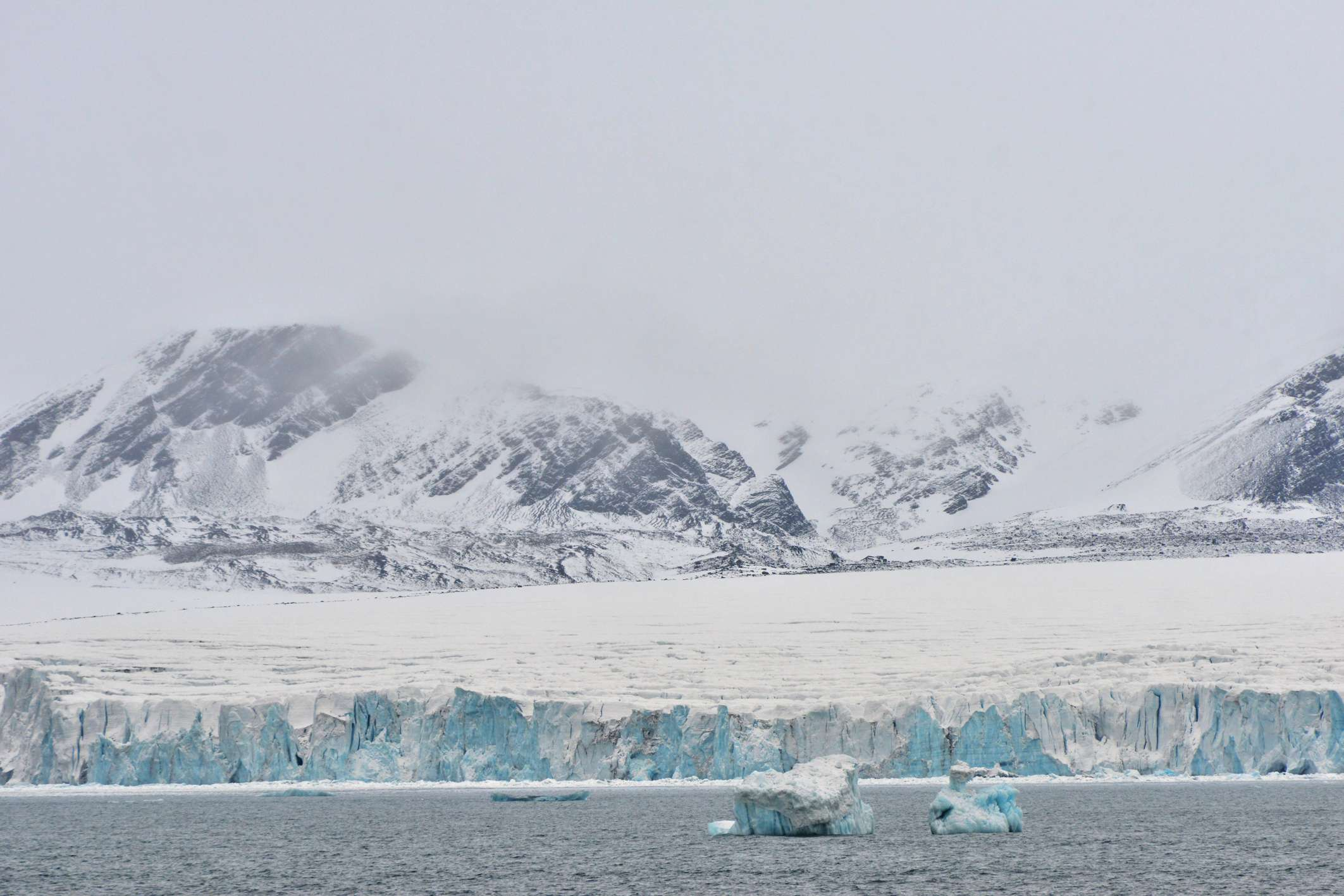
Один из ледников на западном побережье острова.

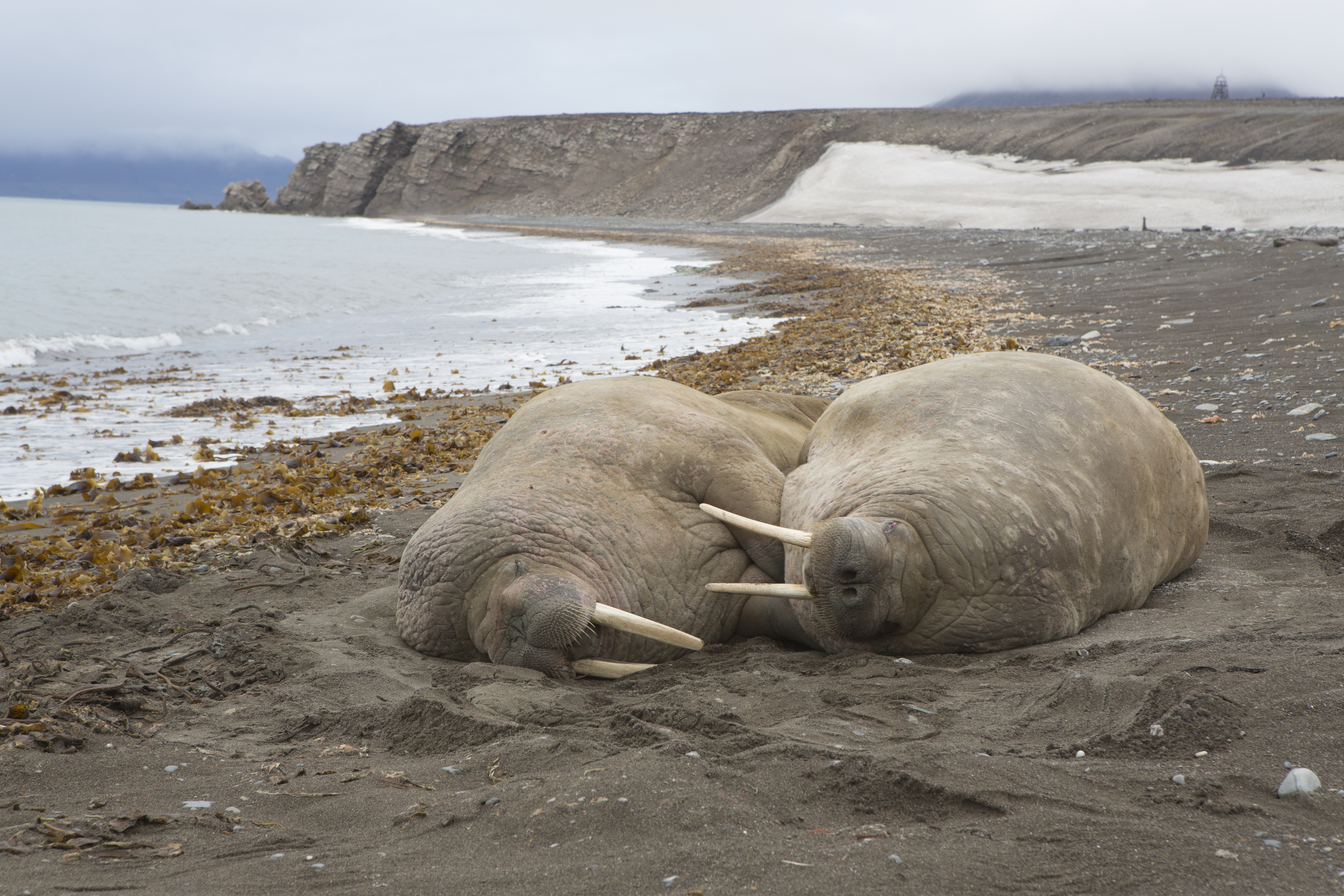
Моржи отдыхают на берегу острова Северный.

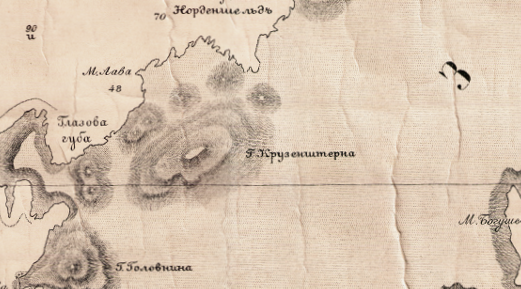
Карта 1897 года с указанием горы Крузенштерна

Остров расположен между 73—77 градусами северной широты и отделён от Южного острова узким проливом Маточкин Шар (2—3 км). С запада омывается Баренцевым морем, с востока — Карским.
Второй по площади остров России после Сахалина и четвёртый среди островов Европы: его площадь составляет 48 904 км² — больше, чем у многих европейских стран, таких как Эстония, Дания, Нидерланды и Швейцария.
Так как геоморфологически Новая Земля является продолжением Уральских гор в море, то остров Северный архипелага может считаться наиболее удаленным надводным участком этой горной цепи. Остров имеет гористый рельеф и вытянутую форму — при длине более 550 км его ширина не превышает 132 км. Наивысшая точка острова 1547 метров расположена в 15 км к югу от залива Норденшёльда. Данная вершина была названа Федором Литке горой Крузенштерна, но, по имеющейся информации, официально это название не подтверждено и она остаётся безымянной. Помимо островов архипелага, вершина горы Крузенштерна также является самой высокой точкой Архангельской области.
Около половины площади острова занимают многочисленные горные ледники и основной ледниковый купол. Ледяная шапка Северного острова имеет площадь около 19 800 км² и является крупнейшим ледяным куполом на планете после больших ледниковых щитов Антарктиды и Гренландии и, безусловно, крупнейшим в Европе и России. Есть также сотни более мелких ледников площадью более 3900 км². Ледники достигают толщины в 400 метров, они во многих местах сползают в море, где от них в летнее время откалывается довольно много айсбергов.
В отличие от северной части острова, в его южной части выводные языки ледников не доходят до моря, в результате чего здесь находится большое количество озёр ледникового происхождения. Крупнейшими озерами являются Ледниковое, длиной около 30 км, и Гольцовое. Свободный от льда период в водоёмах острова не превышает трех месяцев в году.
На острове очень неровная береговая линия с множеством бухт, заливов, полуостровов и мысов.
Самой восточной точкой острова является мыс Флиссингский, тем самым он является самой восточной точкой Европы. Мыс Желания на его северо-востоке является важным географическим ориентиром, который традиционно используется для разделения Карского и Баренцева морей (76°42′13″ с. ш. 69°04′05″ в. д.).

### Заливы
Изрезанная береговая линия острова образует множество бухт, губ и заливов, многие из которых названы именами полярных исследователей и сотрудников экспедиций. Так, залив ЕКС (Екс), находящийся к югу от мыса Бисмарк на берегу Карского моря, назван по начальным буквам имени, отчества и фамилии Елены Константиновны Сычуговой (1914—1946), бывшей коллектором в Новоземельской геологической экспедиции Всесоюзного арктического института 1933—1934 гг. (название заливу присвоено в 1933 году).

### Острова
К Северному острову примыкают несколько островов небольшой площади, таких как острова Цивольки, Пахтусова, Врангеля, Промысловый, Двойной, Глумянной, Большая Луда, Горн, Домашний, Рогинского, Митюшев, Гагачий, Камень, Зелёный, Норске, Гемскерк, Панкратьева, Горбатый, Берха, Вильяма, Оранские острова, острова Гольфстрим, острова Баренца.

### Речная система
В северной части острова реки берут начало с ледяной шапки и не имеют значимых озер, являются сезонными водотоками. В части острова южнее озера Ледниковое речная система в основном имеет характер относительно коротких проток между озерами.
- Комсомольцев
- Гришина Шара
- Овражная
- Андромеды
- Ущелье
- Глубокая
- Неблюйная
- Быстрая
- Каньонная
- Спокойная
- Широкая
- Быстрая
- Глубокая
- Широкая
- Лабыгина
- Байдарка
- Миллера (бассейн залива Чекина)
- Миллера (бассейн залива Семёнова)
- Носилова
- Кабанова
- Ночуев
- Азимут
- Халькопиритовый
- Шалоник
- Епишкина (оз. Дальнее)
- Подгорный
- Мутная (←Чёрная)
- Подгорный 2-й (оз. Ледяное)
- Подгорный 1-й
- Песцовая
- Митюшиха (оз. Марьенкова)
- Гольцовая
- Промысловая
- Мелкая
- Широкий
- Седовка
- Южная Крестовая
- Крестовая
- Северная Крестовая
- Зелёная
- Дружная
- Ледниковая
- Великая
- Колючий
- Выходная
- Настоящая
- Большая
- Снежная

## Современная активность на острове

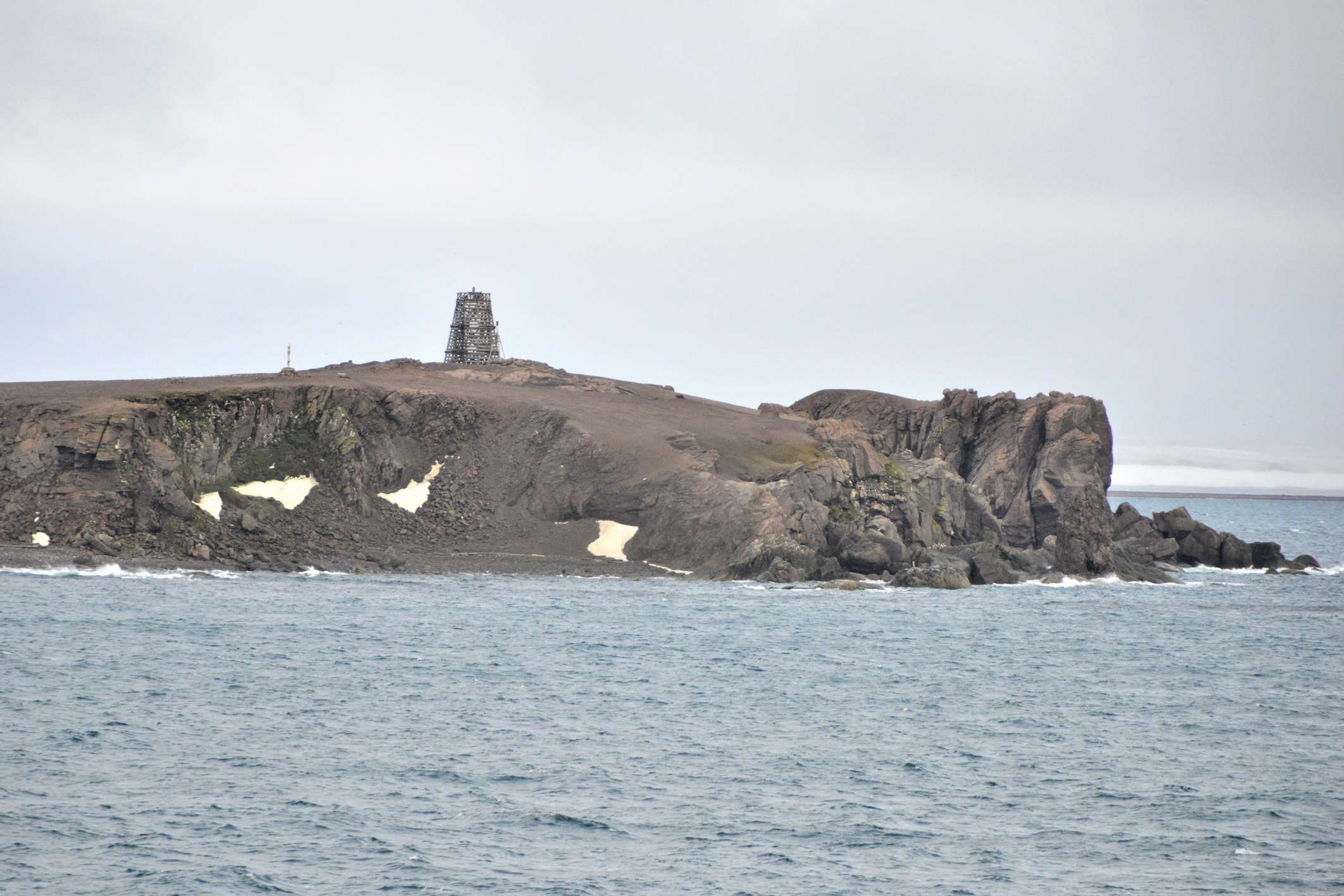
Вид на мыс Желания летом.

На острове расположены российская военная база и военный порт.
Существует автоматизированная метеорологическая станция на мысе Желания, до 1994 года станция была засекречена, так как данные станции играли существенную роль в холодной войне.
На острове было несколько небольших населённых пунктов (Архангельское, Фодькино, Крестовая губа, Лагерный и Выходной ), в настоящее время все они покинуты. В районе пролива существовала полярная станция Маточкин Шар.

## История

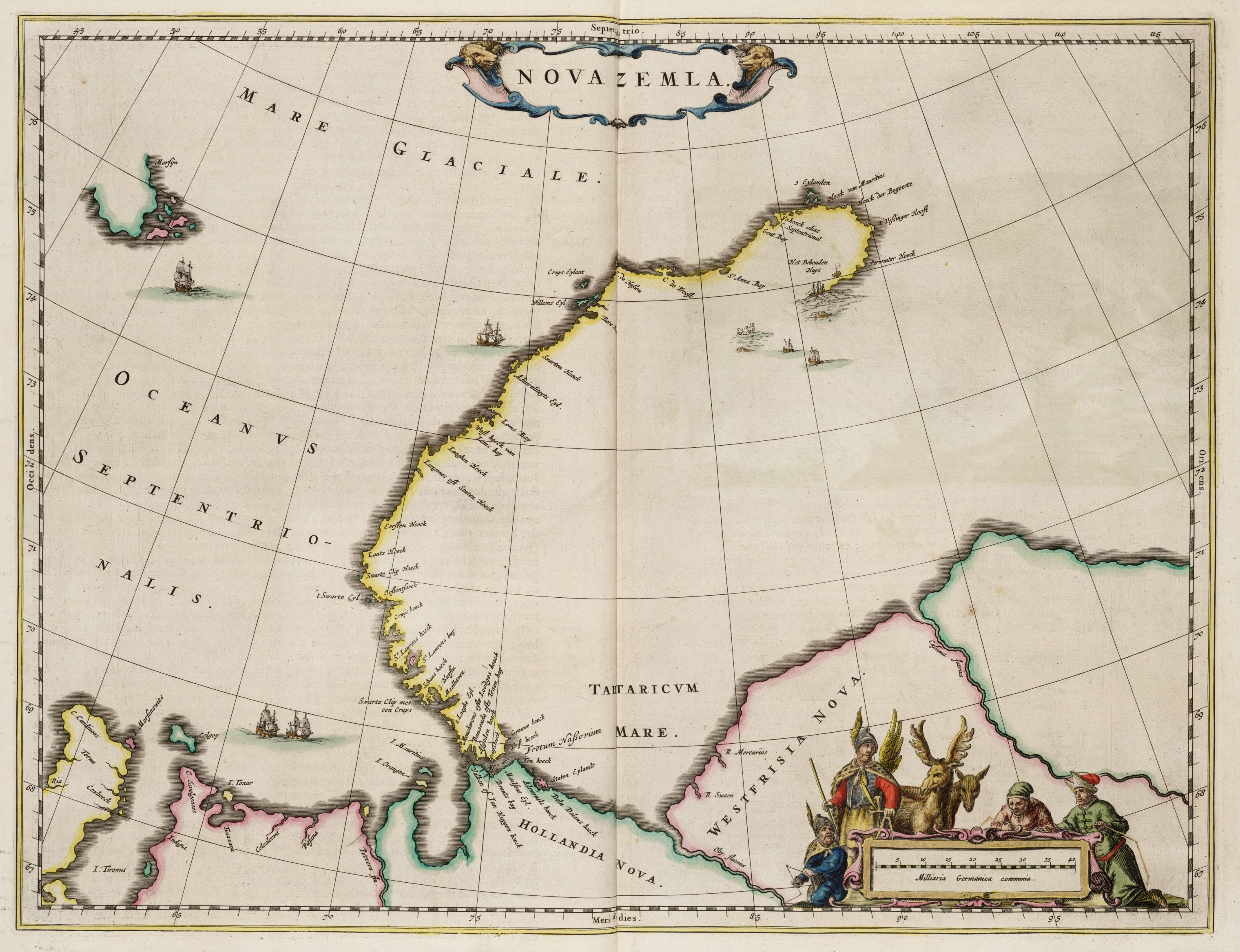
Голландская карта Новой Земли

В XI—XII веках остров открыли новгородские купцы. Из западных европейцев первым район посетил Хью Уиллоби в 1553 году в ходе неудачной экспедиции в поисках северного морского пути на восток. Голландец Виллем Баренц в 1596 году обогнул северную оконечность острова и осуществил зимовку на восточном побережье в районе мыса Спорый Наволок, после этого он погиб где-то на северо-восточном побережье острова в попытке вернуться. Голландские экспедиции дали названия многим топонимам острова, многие из них были изменены в XIX и XX веках, но голландское влияние прослеживается до сих пор. Первым русским исследователем Новой Земли считается штурман Фёдор Розмыслов (1768—1769).
Вплоть до XIX века весь архипелаг был необитаемым, возле него ловили рыбу и охотились норвежцы и поморы. Ни те, ни другие поселиться и жить на островах не могли, и Новая Земля оставалась только перевалочным пунктом. Время от времени возникали мелкие дипломатические конфликты, в которых Российская империя неизменно заявляла, что «Архипелаг Новая Земля является во всей целостности российской территорией».
Поскольку жить на архипелаге те, кто претендовал на него, не могли, на Новую Землю перевезли несколько ненецких семей. Более активное заселение островов началось с 1869 года. В 1910 году на Северном острове был организован Ольгинский посёлок в губе Крестовой, ставший на тот момент самым северным (74°08′ с. ш.) населённым пунктом Российской империи.
Первое документально подтверждённое плавание вокруг острова совершил Владимир Александрович Русанов на корабле «Дмитрий Солунский» в 1910, он же впервые пешком пересёк остров. Его именем названа бухта и полуостров на архипелаге.
Ненцы и другие жители острова были переселены из-за начала ядерных испытаний в 1957 году на материк, однако первый взрыв на архипелаге был произведён до этого.
Мыс Сухой Нос, расположенный в южной оконечности острова, был использован для испытаний ядерного оружия (1958—1961). На острове в 1961 году была взорвана мощнейшая в истории человечества водородная бомба — 58-мегатонная Царь-бомба на площадке Д-II «Сухой Нос». Ударная волна, возникшая в результате взрыва, три раза обогнула земной шар, а на острове Диксон (в 800 километрах) взрывной волной выбило окна в домах.
До начала 1990-х существование каких-либо населённых пунктов на архипелаге было засекречено.

## Мысы острова
- Сухой Нос
- Флиссингский
- Мыс Желания
- Бисмарк